# Juniperus phoenicea

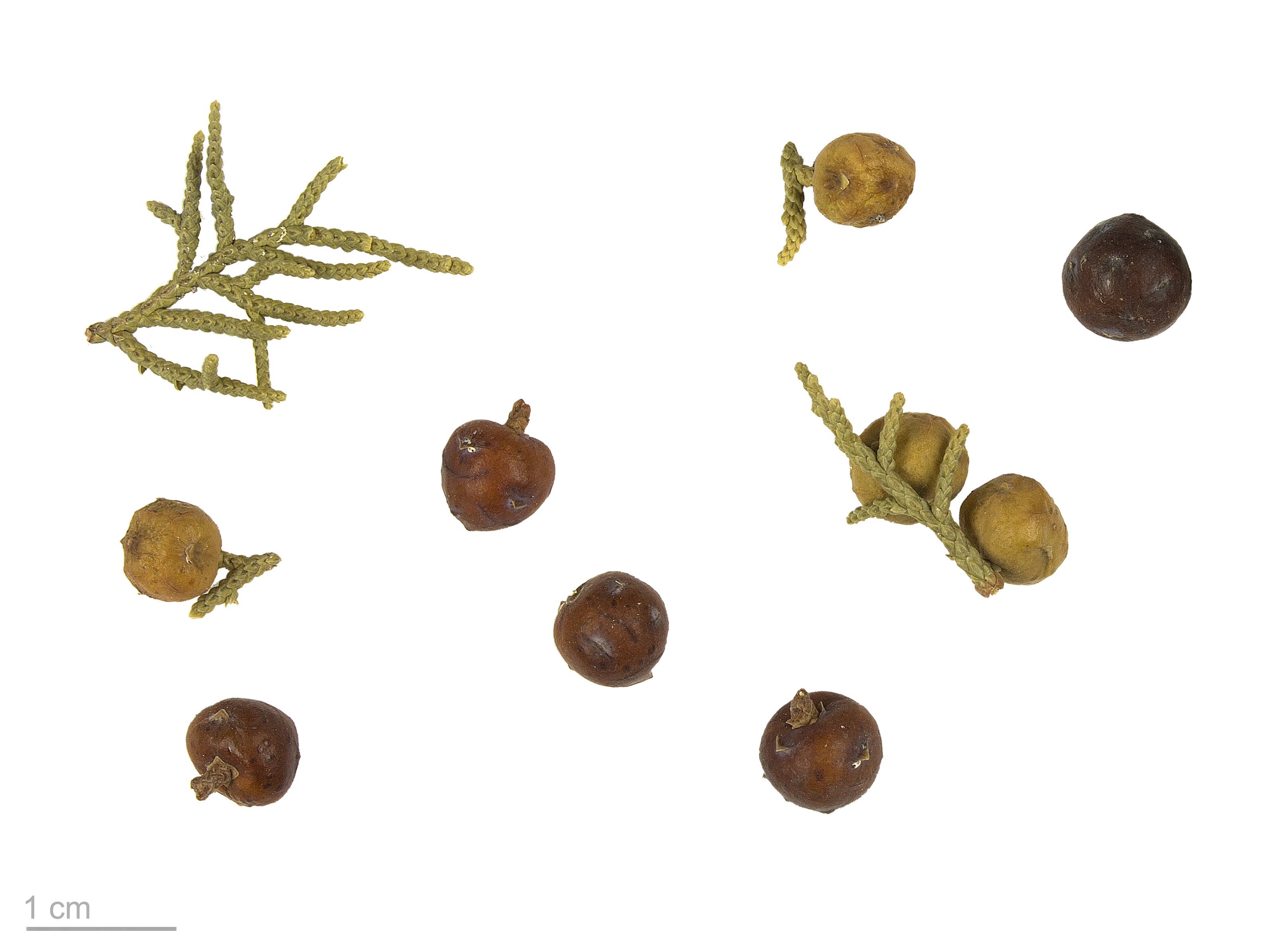
Juniperus Phoenicea - MHNT

Sabina-negral (Juniperus phoenicea) é uma espécie de zimbreiro encontrados em toda a região do Mediterrâneo, desde Marrocos e Portugal, leste da Turquia e Egito, e também na Madeira e nas Ilhas Canárias, bem como sobre as montanhas do oeste da Arábia Saudita perto do Mar Vermelho. Ela cresce principalmente em baixas altitudes próximas ao litoral, mas atinge altitudes de 2400 metros no sul da sua gama nas Montanhas do Atlas.

## Variedades
Estão descritas duas variedades:
- Juniperus phoenicea L. var. phoenicea - nativa das ilhas Canárias, Portugal, zona costeira do Mediterrâneo, Arábia Saudita, e península do Sinai, junto ao Mar Vermelho.
- Juniperus phoenicea L. var. turbinata (Guss.) Parl., 1868 - nativa do Mediterrâneo ocidental. Conhecido popularmente como zimbreiro ou zimbro é uma planta da família Cupressaceae. Apresenta-se como um arbusto ou pequena árvore de até 5 metros, com ramos jovens de contorno quadrangular sendo as folhas escamiformes, de 0,8 a 1,5 milímetros, dispostas em verticilos de 3. Gálbulos globosos com aproximadamente 1 centímetro, amarelados a vermelho escuro quando maduros. Esta planta apresenta floração durante o mês de Fevereiro.

Trata-se de uma variedade endémica da Madeira e Porto Santo e das ilhas Canárias, bastante rara e que ocorre nas comunidades de Marmulano. Ao longo dos tempos foi empregue na alimentação principalmente na aromatização de aguardentes. A forma megalocarpa Maire difere da espécie-tipo, no facto do fruto ser maior e de cor castanho-púrpura. Surge na costa atlântica de Marrocos.